# 弗雷德里克·怀斯曼
弗雷德里克·怀斯曼（英語：Frederick Wiseman，1930年1月1日—）是一位美国纪录片导演和戏剧导演。

## 生平
怀斯曼生于波士顿的犹太家庭，母亲和父亲分别为葛楚德·利亞（Gertrude Leah；娘家姓科岑（Kotzen）和雅各·里歐·懷斯曼（Jacob Leo Wiseman）。先后毕业于威廉姆斯学院艺术学专业和耶鲁法学院；1954至1956年間在美军服役；后来在波士顿大学教授法律，在成为律师后不久就开始执导纪录片，第一次拍摄的纪录片是1967年的《提提卡失序記事》，至今共拍摄了50部作品，并因此获得了许多奖项的肯定，包括赢得四次艾美奖，以及古根海姆奖和麦克阿瑟奖。
2014年8月29日，懷斯曼獲頒第71屆威尼斯影展榮譽金獅獎，影展主席阿貝托·巴貝拉在頒獎致詞中稱懷斯曼是一位偉大的獨立導演，“他創作的40餘部作品全部都是經典，這些作品拼成了一幅連續描繪人類社會生活的壁畫，很多評論家把他比作電影界的巴爾扎克”。
2016年8月30日，和演员成龙、电影剪辑师安娜·寇茨、选角导演林·斯塔马斯特一起，被美国电影艺术与科学学院理事会选为2016年奥斯卡终身成就奖获得者。

## 作品风格
总体风格是以美国的各种机构为主题，用镜头解剖各种机构与人的关系并展示20世纪下半叶的美国社会。其影片拍摄过程往往只花6至8周完成，但是要花大约1年时间去剪辑。

## 电影作品
- 1963年：《冷酷的世界（英语：The Cool World (film)）》（The Cool World）（僅任制片）
- 1967年：《提提卡失序記事》（Titicut Follies）
- 1968年：《高中（英语：High School (1968 film)）》（High School）
- 1969年：《法律與秩序（英语：Law and Order (1969 film)）》（Law and Order）
- 1970年：《醫院（英语：Hospital (1970 film)）》（Hospital）
- 1971年：
  - 《我懷念索妮婭》（I Miss Sonia Henie）
  - 《基礎訓練》（Basic Training）
- 1972年：《艾塞尼》（Essene）
- 1973年：《少年法庭（法语：Juvenile Court (film, 1973)）》（Juvenile Court）
- 1974年：《靈長類（法语：Primate (film)）》（Primate）
- 1975年：《福利（法语：Welfare (film)）》（Welfare）
- 1976年：《肉》（Meat）
- 1977年：《運河區》（Canal Zone）
- 1978年：《西奈駐防》（Sinai Field Mission）
- 1979年：《演習（法语：Manœuvre (film)）》（Manoeuvre）
- 1980年：
  - 《謝拉菲塔的日記》（Seraphita's Diary）
  - 《模特》（Model）
- 1983年：《商店》（The Store）
- 1985年：《跑馬場》（Racetrack）
- 1986年：
  - 《多重殘疾》（Multi-Handicapped）
  - 《聾》（Deaf）
  - 《適應與工作》（Adjustment and Work）
- 1987年：
  - 《導彈（英语：Missile (1988 film)）》（Missile）
  - 《盲》（Blind）
- 1989年：
  - 《臨終》（Near Death）
  - 《中央公園》（Central Park）
- 1991年：《阿斯彭》（Aspen）
- 1993年：《動物園》（Zoo)
- 1994年：《高中II》（High School II）
- 1995年：《芭蕾（英语：Ballet (film)）》（Ballet）
- 1996年：《法蘭西劇院——表演愛情》（La Comédie-Française ou L'amour joué）
- 1997年：《廉價住房（英语：Public Housing (film)）》（Public Housing）
- 1999年：
  - 《貝爾法斯特，緬因州》（Belfast Maine）
  - 《獨立鏡頭》（Independent Lens）
- 2001年：《家庭暴力（英语：Domestic Violence (film)）》（Domestic Violence）
- 2002年：
  - 《最後的信（法语：La Dernière Lettre）》（La Dernière lettre /The Last Letter）
  - 《家庭暴力II》（Domestic Violence II）
- 2005年：《花園》（The Garden）
- 2006年：《州立法院（英语：State Legislature (film)）》（State Legislature）
- 2009年：
  - 《舞：巴黎歌劇院的芭蕾（法语：La Danse, le ballet de l'Opéra de Paris）》（La Danse）
  - 《俳句》（Haiku）
- 2010年：《拳擊館》（Boxing Gym）
- 2011年：《瘋馬歌舞秀（法语：Crazy Horse (film)）》（Crazy Horse）
- 2013年：《在伯克利》（At Berkeley）
- 2014年：《歡迎光臨國家畫廊（法语：National Gallery (film)）》（National Gallery）
- 2015年：《在傑克遜高地》（In Jackson Heights）
- 2017年：《悅讀：紐約公共圖書館（英语：Ex Libris: The New York Public Library）》（Ex Libris – The New York Public Library）
- 2018年：《印第安納的蒙羅維亞（英语：Monrovia, Indiana (film)）》（Monrovia, Indiana）
- 2020年：《打開波士頓市政廳（英语：City Hall (2020 film)）》（City Hall）
- 2022年：
  - 《托爾斯泰的妻子（法语：Un couple (film, 2022)）》（Un couple）
  - 《她和他的女兒》（Les Enfants des autres）– 演員
- 2023年：《特魯瓦格羅餐廳（英语：Menus-Plaisirs – Les Troisgros）》（Menus Plaisirs - Les Troisgros）

## 备注
1. ↑  Philippe Pilard. . La Sept/Arte. August 26, 2012  [2014-08-30]. （原始内容存档于2017-05-06）.
2. ↑  Frederick Wiseman Biography (1930-) （页面存档备份，存于）. Filmreference.com. Retrieved on 2014-05-22.
3. ↑  .   [2014-08-30]. （原始内容存档于2012-11-03）.
4. ↑  .   [2014-08-30]. （原始内容存档于2015-03-19）.
5. 1 2  . 国际在线. 2014-08-30. （原始内容存档于2014-09-03）.
6. ↑  . 澎湃新闻.   [2016-09-01]. （原始内容存档于2016-09-04）.

## 深度了解
- Barry Keith Grant, Voyages of Discovery: The Cinema of Frederick Wiseman, University of Illinois Press, 1992. (Wiseman's oeuvre: 1963–1990)
- Thomas W. Benson and Carolyn Anderson, Reality Fictions: The Films of Frederick Wiseman, 2nd edition (Carbondale: Southern Illinois University Press, 2002). (Comprehensive history and criticism of the films).
- Dave Saunders, Direct Cinema: Observational Documentary and the Politics of the Sixties, London, Wallflower Press 2007 (Contains a lengthy section on Wiseman's first five films)
- Barry Bergman, 43 years after 'Titicut Follies,' it's Berkeley, the movie, （页面存档备份，存于）, UC Berkeley News, Sept. 14, 2010.
- Siegel Joshua, de Navacelle Marie-Christine,"FREDERICK WISEMAN",The Museum of Modern Art, New York,2010. ISBN 978-0-87070-791-9